# Valoreille
Valoreille är en kommun i departementet Doubs i regionen Bourgogne-Franche-Comté i östra Frankrike. Kommunen ligger i kantonen Saint-Hippolyte som tillhör arrondissementet Montbéliard. År 2022 hade Valoreille 125 invånare.

## Befolkningsutveckling
Antalet invånare i kommunen Valoreille
Referens:INSEE